# Alfonz Serjun
Alfonz Serjun, italijanski zdravnik slovenskega rodu, * 30. julij 1877, Idrija, Avstro-Ogrska, 25. januar 1956, Gorica, Italija.

## Življenje in delo
Rodil se je v družini idrijskega posestnika in kavarnarja Josipa in gospodinje Ivanke Serjun rojene Kos. Po končanem študiju medicine je postal zdravnik splošne prakse v Tolminu. Tu je organiziral in vodil abstinenčno gibanje Sveta vojska, ter imel o škodljivosti prekomernega pitja alkoholnih pijač številna predavanja. Avgusta 1913 se je udeležil občnega zbora Svete vojske v Ljubljani in septembra istega leta protialkoholnega kongresa v Milanu.
Leta 1936 se je preselil v Gorico, kjer je prav tako opravljal splošno prakso. Bil je znan goriški zdravnik in sodi v rod zdravnikov, ki sta jih pred in po prvi svetovni vojni predstavljala na Goriškem dr. Anton Brecelj in na Tržaškem pa dr. Just Pertot.